# تارین منینگ
تارین منینگ (انگلیسی: Taryn Manning؛ زادهٔ ۶ نوامبر ۱۹۷۸) موسیقی‌دان اهل ایالات متحده آمریکا است. وی از سال ۱۹۹۹ میلادی تاکنون مشغول فعالیت بوده‌است.
از فیلم‌هایی که وی در آن نقش داشته‌است، می‌توان به ۸ مایل، دیوانه/زیبا، اولئاندر سفید، بسیار شبیه عشق، پایین پایین، انباری، جنگجو، استثنایی‌ها، یک روز مانند یک شیر، دروازه و سریال نارنجی مد جدید است اشاره کرد.